# Desastres em 2007
Esta página lista os fatos e referências dos desastres que aconteceram durante o ano de 2007.

## Janeiro
- 1 de janeiro - Acidente aéreo na Indonésia, com Boeing 737 da companhia Adam Air, mata 102 pessoas entre passageiros e tripulantes.
- 12 de janeiro - Um desabamento nas obras da Linha 4 do Metro de São Paulo interdita mais de setenta casas no distrito de Pinheiros e mata sete pessoas.
- 12 a 20 de janeiro - Vaga de frio nos Estados Unidos da América provoca estragos avultados e deixa 74 mortos.
- 17 a 23 de janeiro - Chuvas torrenciais na província de Luanda, Angola, provocam pelo menos 82 mortos e dão início a uma epidemia de cólera e malária.
- 18 de janeiro - Naufrágio no rio Krishna, no estado de Andhra Pradesh (sul da Índia), provoca a morte de 64 pessoas.
- 18 a 20 de janeiro - Tempestade Kyrill assola a Europa, deixando rasto de destruição e 46 vítimas mortais.

## Fevereiro
- 4 de fevereiro - Naufrágio na costa dos Camarões causa a morte a pelo menos 60 pessoas.
- 12 de fevereiro - Ocorre em Portugal um sismo de magnitude 5,8 na escala de Richter e foi sentido com intensidade máxima V (escala de Mercalli modificada), com epicentro a cerca de 160 quilómetros a sudoeste do Cabo de São Vicente.

## Abril
- 2 de abril - Tsunami atinge as Ilhas Salomão, deixando mortos e desabrigados.
- 5 de abril - Naufrágio do navio de cruzeiros grego Sea Diamond na ilha de Santorini, deixando dois turistas franceses desaparecidos.

## Maio
- 5 de maio - Acidente do voo Kenya Airways 507.
- 21 de maio -  O veleiro Cutty Sark é consumido pelas chamas num estaleiro de Greenwich, onde se encontrava em trabalhos de restauro.

## Junho
- 5, 6 e 7 de junho - O Ciclone Gonu, devasta o leste de Omã, sudeste e sul do Irã, matando 25 (no Omã) e 2 (no Irã), ferindo 65 pessoas. É o pior ciclone em 30 anos no noroeste do Oceano Índico.

## Julho
- 12 de julho - Tem início a pior temporada de chuvas no sul da Ásia em 30 anos.
- 17 de julho - Desastre do Voo TAM 3054 em São Paulo, deixando 199 mortos e 13 feridos. O Voo TAM 3054 foi o pior acidente aéreo da história da América Latina e o pior acidente envolvendo um Airbus A320 em todo o mundo.

## Agosto
- 1 de agosto - A Ponte I-35W sob o Rio Mississippi desaba, deixando três mortos e 30 feridos.
- 6 de agosto - Mineradora com vários trabalhadores presos desaba em terremoto próximo a Salt Lake City.
- 15 de agosto - Terremoto atinge o sul do Peru, matando mais de 500 pessoas, deixando mais de 1000 feridos e milhares de desabrigados. Os prejuízos materiais chegam a 3,5 bilhões de dólares.

## Setembro
- 16 de setembro - Voo One-Two-GO 269 cai em Phuket, Tailândia, matando 89 passageiros e tripulantes.
- 26 de setembro - Ocorre a queda da Ponte Can Tho, sudeste do Vietnã, matando 59 trabalhadores, segundo a TV estatal VTV.

## Outubro
- 4 de outubro - Um Tupolev Tu-154 operando como Sibéria Airlines S7 Airlines (RA-85693) em rota de Tel Aviv para Novosibirsk caiu no Mar Negro depois de ser acidentalmente atingido por um míssil S-200 Angara. Todas as 78 pessoas a bordo morreram.

## Novembro
- 4 de novembro - Avião executivo modelo Learjet 35 decola do Aeroporto Campo de Marte e cai no bairro da Casa Verde, na cidade de São Paulo, matando 8 pessoas.
- 7 de novembro - Estudante armado provoca oito mortos e onze feridos em colégio na Finlândia.
- 16 de novembro - Mais de 3.110 pessoas morreram após a passagem do ciclone Sidr na costa do Bangladesh.

## Dezembro
- 9 de dezembro - Um sismo de 4,9 graus na escala Richter atinge todos os 76 imóveis da comunidade rural de Caraíbas, em Itacarambi (MG) – um dos imóveis desmoronou sobre uma criança de 5 anos, que morreu (a primeira morte causada por um sismo no Brasil).
- 24 de dezembro - Princípio de incêndio atinge o Hospital das Clínicas em São Paulo, afetando principalmente o ambulatório.